# Oxilus terminatus
Oxilus terminatus là một loài bọ cánh cứng trong họ Cerambycidae.